# Edmond Perrier
Jean Octave Edmond Perrier (Tulle, 9 de maio de 1844 – Paris, 31 de julho de 1921) foi um zoologista francês.

## Publicações selecionadas
- Les Colonies animales et la Formation des organismes (Paris, édité par G.Masson, 1881)
- Anatomie et physiologie animales (Paris, 1882)
- Les Principaux types des êtres vivants des cinq parties du monde (Paris, 1882)
- La Philosophie zoologique avant Darwin. Paris 1884 (Biographie über Lamarck, online)
- Les Explorations sous-marines (Paris, 1886)
- Notions de zoologie, enseignement secondaire spécial (1887)
- L’intelligence des animaux (Paris, 1887, 2 volumes)
- Le Transformisme (Paris, 1888)
- Éléments d’anatomie et de physiologie animales (Paris, 1888)
- Éléments de sciences physiques et naturelles avec leur application à l’agriculture et à l’hygiène (1891)
- Tachygénèse ou accélération embryogénique (1902, avec Charles Gravier, édité par G.Masson)
- La Femme dans la nature, dans les moeurs dans la légende, dans la société (1910, Paris, Maison d’Edition Bong et Cie)
- La vie dans les planètes (1911, Paris, Éditions de la revue)
- Les robes de noces des animaux (1912, éditions Plon)
- La Terre avant l’Histoire. Les Origines de la Vie et de l’Homme (Paris, „La Renaissance du livre“, 1920)
- A travers le monde vivant (1921)
- Traité de zoologie, œuvre colossale commencée en 1885 et achevée par son frère Rémy